# Stilbohypoxylon theissenii
Stilbohypoxylon theissenii är en svampart som beskrevs av L.E. Petrini 2004. Stilbohypoxylon theissenii ingår i släktet Stilbohypoxylon och familjen kolkärnsvampar.   Inga underarter finns listade i Catalogue of Life.